# 茂市村
茂市村（もいちむら）は、昭和30年（1955年）まで岩手県下閉伊郡にあった村。現在の宮古市茂市・腹帯・蟇目にあたる。

## 地理
- 河川：閉伊川、刈屋川

## 沿革
- 明治22年（1889年）4月1日 - 町村制施行にともない、茂市村・腹帯村・蟇目村の計3か村が合併して新制の東閉伊郡茂市村が発足。
- 1897年（明治30年）4月1日 - 郡の統合により北閉伊郡・中閉伊郡・東閉伊郡が合併して下閉伊郡が発足[1]。下閉伊郡茂市村となる。
- 昭和30年（1955年）4月1日 - 刈屋村と合併し、新里村となる。

## 行政
- 歴代村長

| 代 | 氏名       | 就任                      | 退任                      | 備考 |
| -- | ---------- | ------------------------- | ------------------------- | ---- |
| 1  | 本間敏     | 明治22年（1889年）8月1日  | 明治23年（1890年）2月10日 |      |
| 2  | 斎藤光孝   | 明治23年（1890年）2月11日 | 明治33年（1900年）4月3日  |      |
| 3  | 工藤吉郎   | 明治33年（1900年）4月4日  | 明治37年（1904年）5月3日  |      |
| 4  | 刈屋堯三   | 明治37年（1904年）5月5日  | 明治42年（1909年）5月4日  |      |
| 5  | 花舘助太郎 | 明治42年（1909年）7月23日 | 大正2年（1913年）3月29日  |      |
| 6  | 船越廉三   | 大正2年（1913年）4月2日   | 大正5年（1916年）7月4日   |      |
| 7  | 田鎖佐七郎 | 大正5年（1916年）8月2日   | 昭和7年（1932年）12月2日  |      |
| 8  | 山口弥七郎 | 昭和7年（1932年）12月5日  | 昭和14年（1939年）        |      |
| 9  | 佐々木平六 | 昭和14年（1939年）4月22日 | 昭和17年（1942年）2月22日 |      |
| 10 | 川原田正一 | 昭和17年（1942年）7月28日 | 昭和21年（1946年）7月29日 |      |
| 11 | 和美作之亟 | 昭和22年（1947年）4月5日  | 昭和30年（1955年）1月31日 |      |

## 交通

### 鉄道
- 国鉄
  - 山田線：腹帯駅 - 茂市駅 - 蟇目駅
  - 小本線：茂市駅